# Стадион Насионал Денис Мартинез
Стадион Насионал Денис Мартинез (шп. Estadio Nacional Dennis Martínez) је вишенаменски стадион у граду Манагви, Никарагва. Има капацитет од 30.000 гледалаца и добио је име по бившем МЛБ играчу Денису Мартинезу.
Оригинални стадион је изграђен 1948. године и национални је стадион Никарагве. Користи се углавном за бејзбол, али такође служи као место за концерте, бокс, фудбал, верске догађаје и имао је капацитет од 30.100 људи. То је домаћи стадион бејзбол тима Индиос дел Боер и фудбалског тима Депортиво Валтер Ферети. Унутар стадиона је кућа славних близу улаза у којој су приказане медаље, пехари, фотографије и сећања на играче Никарагве. Унутра се налази и теретана.

## Преименовање
Стадион је три пута био преименован. Изграђен 1948. године, првобитно је носио назив Национални стадион (El Estadio Nacional). Након земљотреса 1972. године који је погодио Манагву и уништио 90% града, поново је изграђен и преименован по Анастасију Сомоси Гарсији. Године 1979, након што су Сандинисти збацили династију Сомоза, преименована је у част Ригоберта Лопеза Переса, човека који је 1956. године убио Анастасија Сомозу Гарсију. Дана 20. новембра 1998. године, на 50. годишњицу оснивања стадиона, тадашњи председник Арнолдо Алеман је издао декрет о промени имена стадиона у Естадио Насионал Денис Мартинез. Денис Мартинез, рођен 1955. године (неколико година након што је овај стадион отворен), био је први играч Мајор лиге бејзбола рођен у Никарагви.

## Нови Национални стадион Дениса Мартинеза
Нови национални стадион Деннис Мартинез почео је да се гради 2016. године и завршен је у октобру 2017. Први спортски догађај на стадиону био је бејзбол серијал од три утакмице између Никарагве и Кинеског Тајпеја 20 : 22. октобра 2017. Он ће бити домаћин Централноамеричке игре, које су се одржалее од 3. децембра до 17. децембра 2017. Стадион, који се налази у близини лагуне Тискапа, је отприлике 3 километра југоисточно од првобитног стадиона. Дизајнирала га је Динамика и имаће 15.000 места, са могућношћу проширења на 20.000. Поред тога, берма ће примити 4.000 гледалаца. Терен ће задовољити спецификације МЛБа и потенцијално би могао бити домаћин утакмице Главне лиге.